# Try Pot Beach
Der Try Pot Beach  ist ein rund 1 km langer Strand aus Kiesel, Felsen und Sand auf der Insel Heard im südlichen Indischen Ozean. Er liegt südöstlich der Stephenson-Lagune am Ufer der Spit Bay.
Australische Wissenschaftler benannten ihn. Namensgeber ist der sogenannte try pot (englisch), ein Kessel für das Auskochen von Blubber für die Trangewinnung.